# Rugovska klisura
Rugovska klisura (alb. Gryka e Rugovës; srp. Руговска клисура) je 25 km dug klanac u Republici Kosovu. Nalazi se u Prokletijama blizu granice s Crnom Gorom. Kosovski grad Peć se nalazi na ulazu u taj klanac. Ovaj je klanac jedan od najvećih kosovskih turističkih atrakcija.

## Vanjske poveznice
|  | Zajednički poslužitelj ima još gradiva o temi Rugovska klisura |

- Rugova  Arhivirana inačica izvorne stranice od 8. ožujka 2013. (Wayback Machine)